# Alfons Tracki
 (décembre 2020).
Si vous disposez d'ouvrages ou d'articles de référence ou si vous connaissez des sites web de qualité traitant du thème abordé ici, merci de compléter l'article en donnant les références utiles à sa vérifiabilité et en les liant à la section « Notes et références ».
Alfons Tracki, né le 2 décembre 1896 à Bleischwitz (Pologne) et mort (exécuté) le 18 juillet 1946 à Shkodër (Albanie), est un prêtre catholique albanais d'origine allemande, victime de la persécution religieuse menée par le régime communiste d'Enver Hoxha.

## Biographie
Originaire d’une famille allemande de Silésie Alfons Tracki  est ordonné prêtre pour le diocèse de Shkodër  le 14 juin 1925, par son archevêque, Mgr Lazër Mjeda. Il exerce son ministère dans le nord de l’Albanie, enseignant dans des écoles et organisant des clubs sportifs pour la jeunesse. Peu après la prise de pouvoir par le parti communiste il est arrêté, jugé et condamné à mort pour ses activités religieuses. Le père Alfons Tracki est exécuté le 18 juillet 1946.
Béatifié le 5 novembre 2016 avec les autres martyrs d'Albanie, le père Alfons Tracki est vénéré comme martyr par l'Église catholique et commémoré avec les autres martyrs d'Albanie le 18 juillet, date de son exécution.